# Oosterscheldepad
Het Oosterscheldepad (SP 15) is een streekpad met een lengte van 196 kilometer over een aantal Zeeuwse eilanden, rond het Nationaal Park Oosterschelde. Het pad is in beide richtingen met geel-rode tekens gemarkeerd en in een gidsje beschreven.
Het pad maakt op twee punten gebruik van pontveren die alleen in de zomermaanden in de vaart zijn. Buiten dit seizoen is een complete wandeling moeilijk te realiseren: wandelaars op de betreffende gedeelten wordt aangeraden zich vooraf te informeren.
Het pad begint in Zuid-Beveland bij het station Kruiningen-Yerseke, en loopt via Yerseke, Wemeldinge, Goes en Wolphaartsdijk naar de Zandkreekdam. Op Noord-Beveland gaat het pad via Colijnsplaat en Wissenkerke naar de Oosterscheldekering. Op Schouwen-Duiveland gaat de route via Burghsluis en Zierikzee naar Bruinisse. Hier moet het veer naar Anna Jacobapolder genomen worden. Via Sint Philipsland gaat de route naar Tholen, waar de route zich in twee delen splitst: een rechtstreekse route naar Sint-Maartensdijk en een variant die de westkust van Tholen volgt, via Sint Annaland en Stavenisse. In Gorishoek, achter Sint-Maartensdijk, kan het veer naar Yerseke genomen te worden.
Het pad volgt vrijwel steeds verharde wegen, fietspaden en dijklichamen. In het seizoen kan het (voor een lange-afstands-wandelroute) betrekkelijk druk zijn. Overnachtingsmogelijkheden, met name campings, zijn ruim voorhanden, doch kunnen in het hoogseizoen druk bezet zijn. Horeca-gelegenheden zijn ruim voorhanden.
Aansluitingen op het openbaar vervoer bestaan uit de treinstations Kruiningen-Yerseke en Goes, en busverbindingen in de overige plaatsen.
Het pad loopt bij de Oosterscheldekering gelijk op met het Nederlands Kustpad.

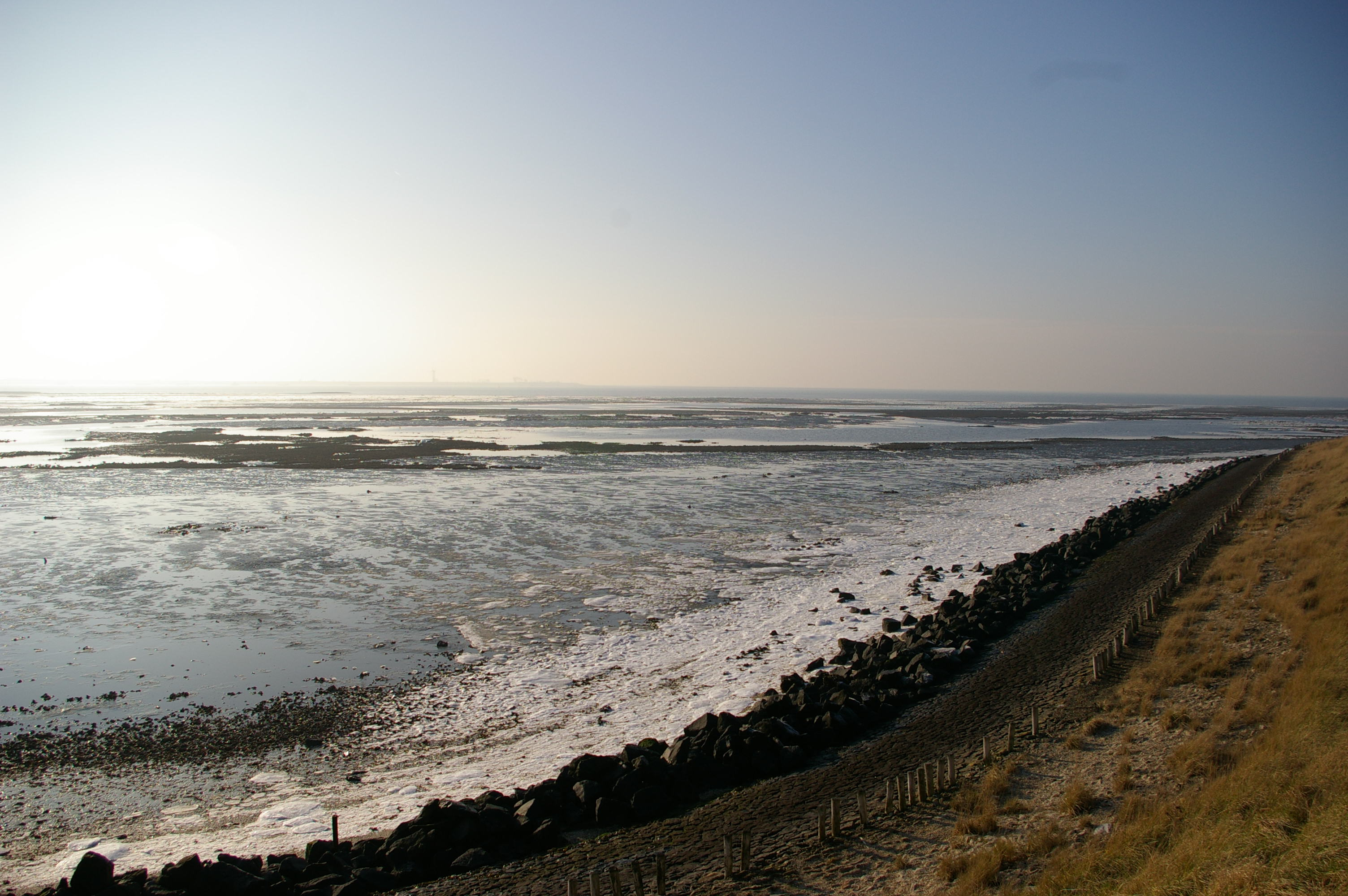
Bij Viane, in de buurt van Zierikzee
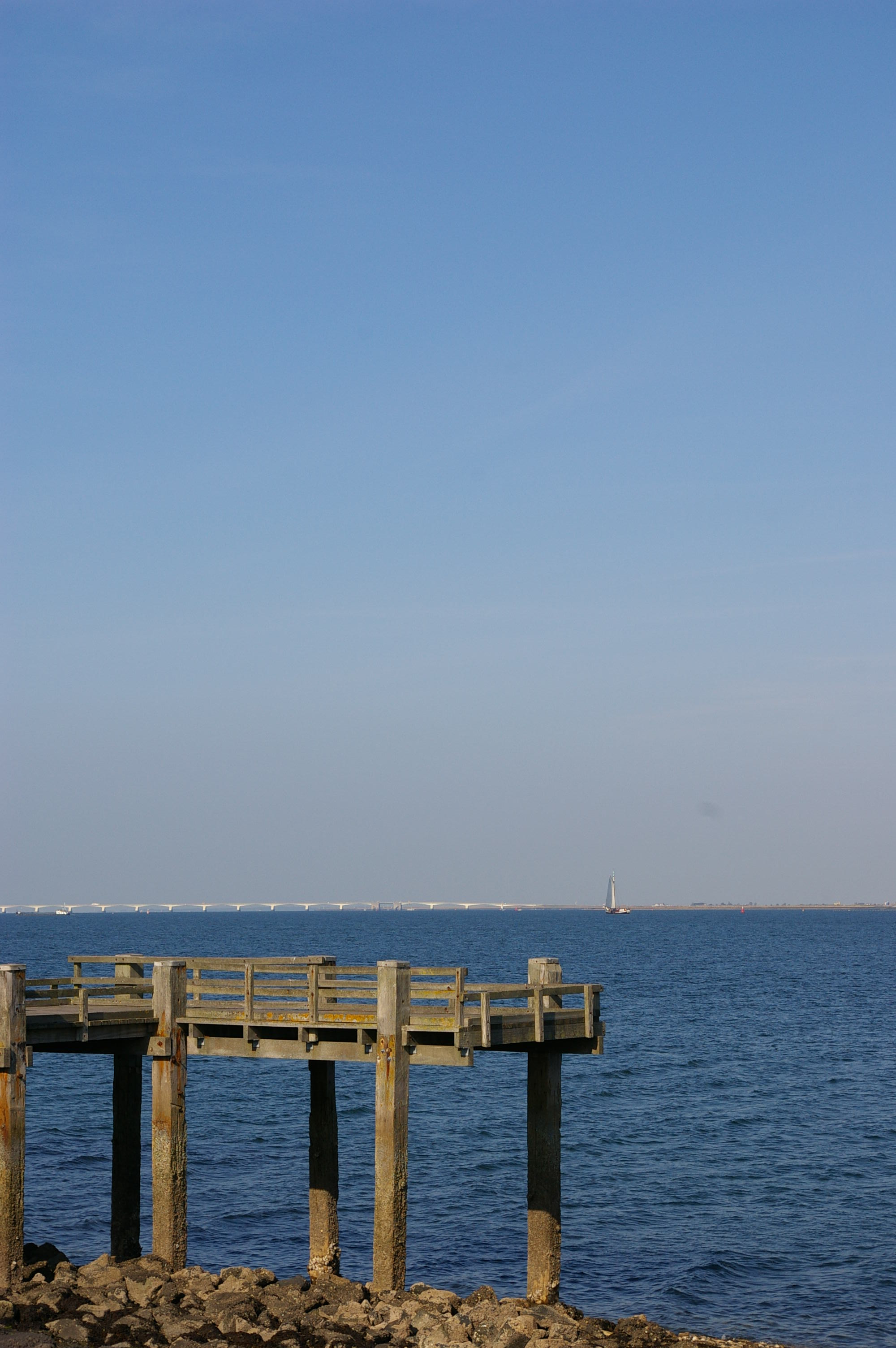
Bij Stavenisse
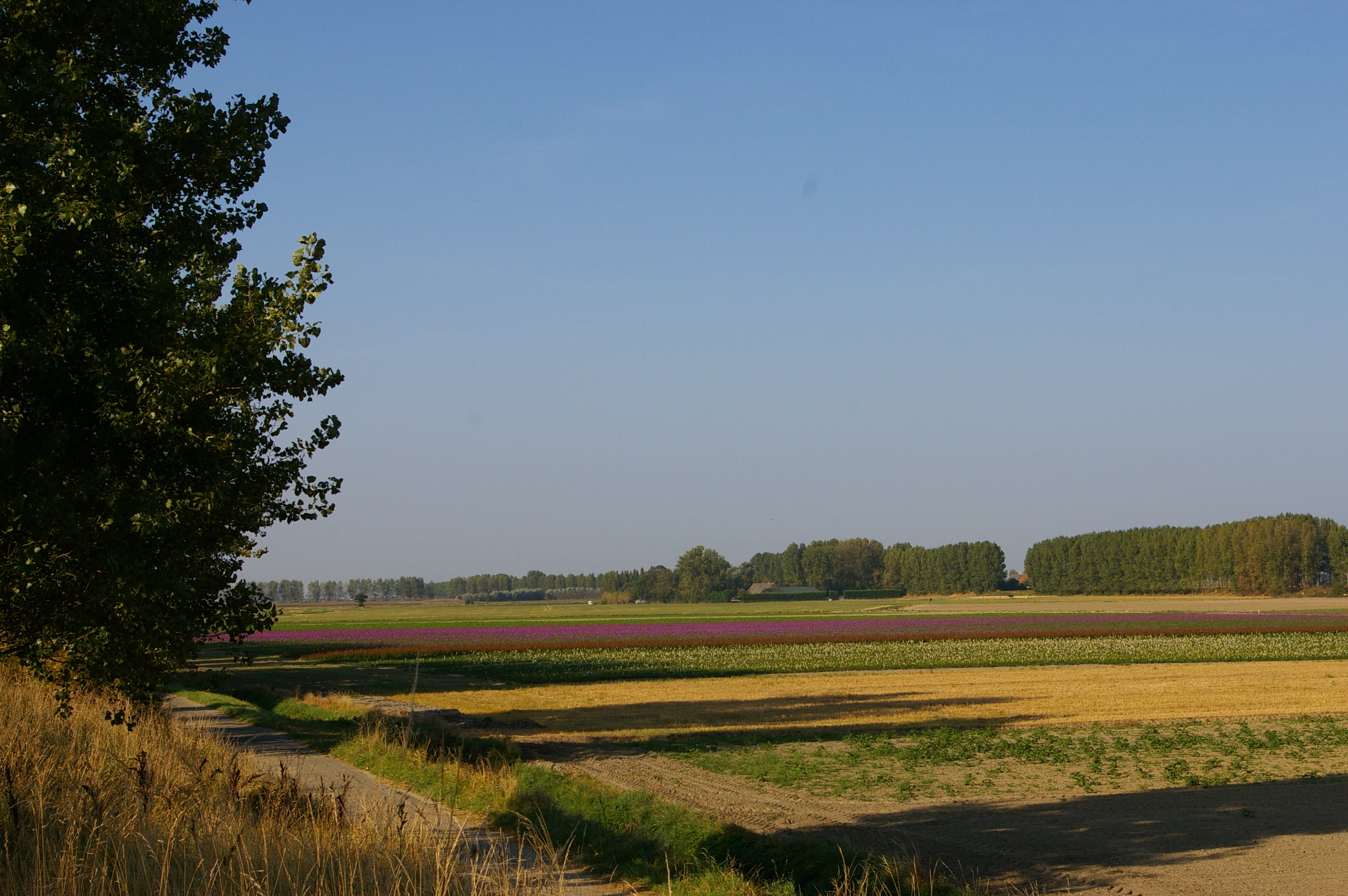
Bij Sint Annaland
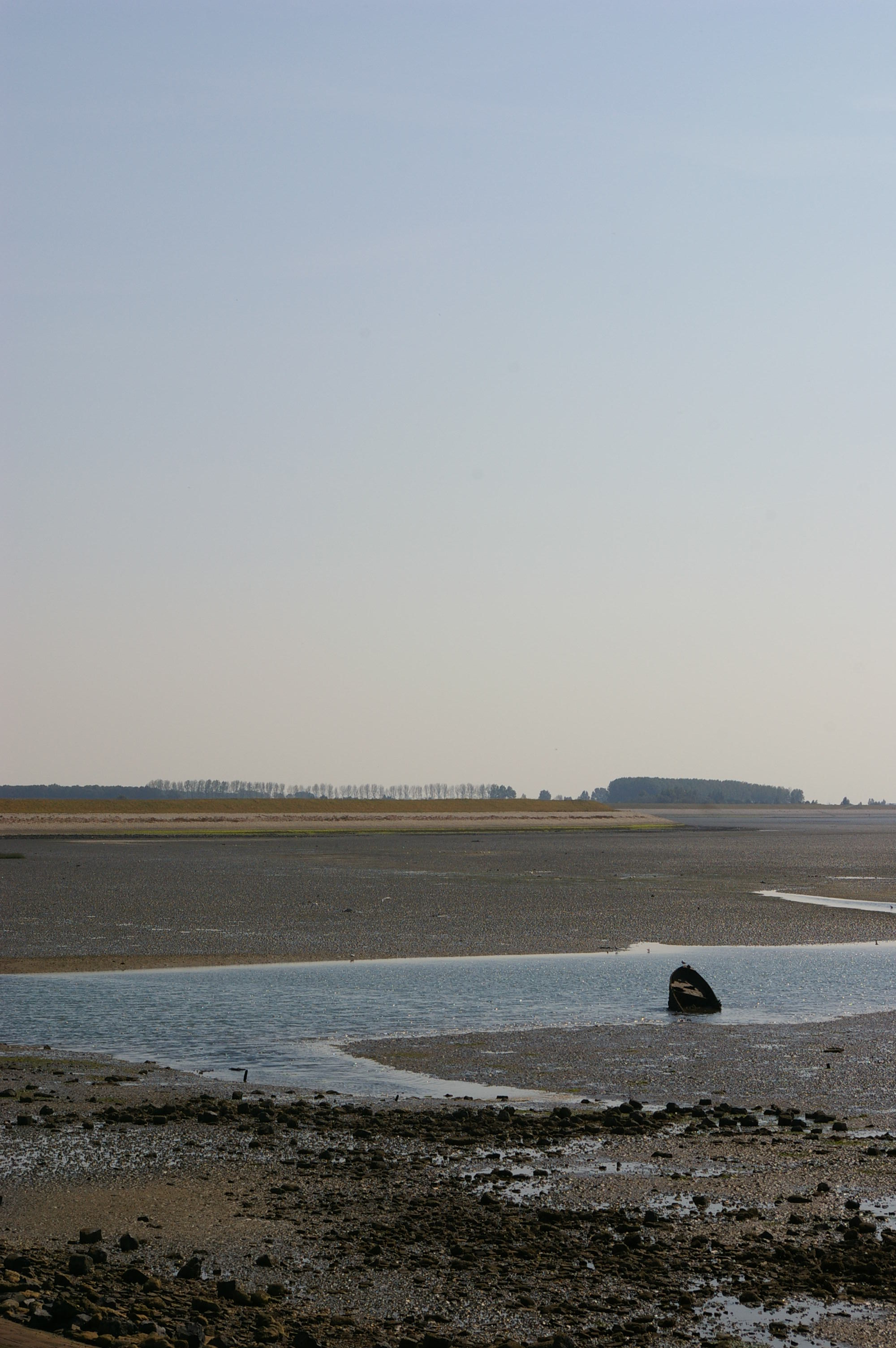
Uitzicht vanaf dijk van de Stavenissepolder
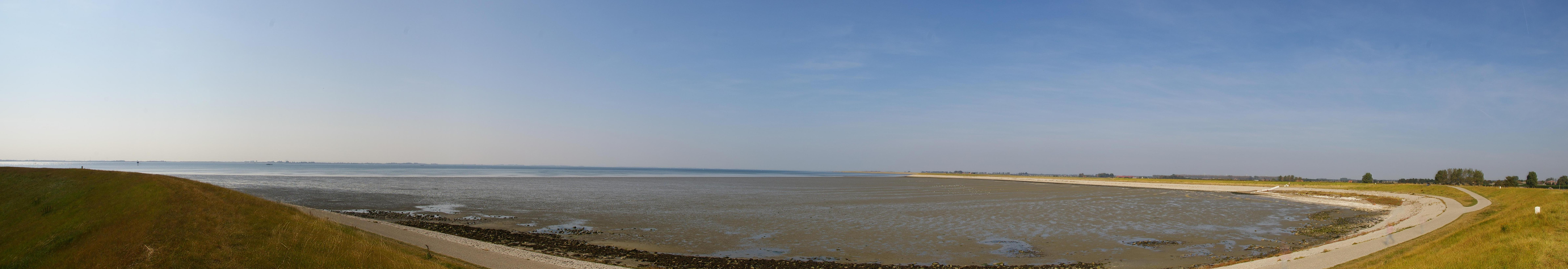
Panorama vanaf dijk bij Sint-Maartensdijk